# 加藤明美 (ホッケー)
加藤 明美（かとう あけみ、1970年12月13日 - ）は、埼玉県秩父郡荒川村（現秩父市）出身の女子フィールドホッケー選手である。埼玉県立秩父東高等学校卒業。
ホッケー女子日本代表としてオリンピックに3大会連続出場。ポジションはディフェンダー。

## 来歴
ホッケーの名門天理大学から飯能市のクラブチーム・H.F.C-HANNOに入団。
2004年、アテネ五輪にはホッケー女子日本代表に選出され、最年長で出場。
2006年には主将に就任。W杯5位入賞、2006年アジア競技大会銀メダル、そして2008年の北京五輪出場権獲得に貢献した。
2012年のロンドン五輪にも選出され3大会連続での出場を果たす。9位-10位決定戦は41歳249日での出場となり、最年長オリンピック女子ホッケー選手としてギネス・ワールド・レコーズによって認定された。